# Comoromyia griseithorax
Comoromyia griseithorax är en tvåvingeart som beskrevs av Crosskey 1977. Comoromyia griseithorax ingår i släktet Comoromyia och familjen gråsuggeflugor. Inga underarter finns listade i Catalogue of Life.